# Renderización

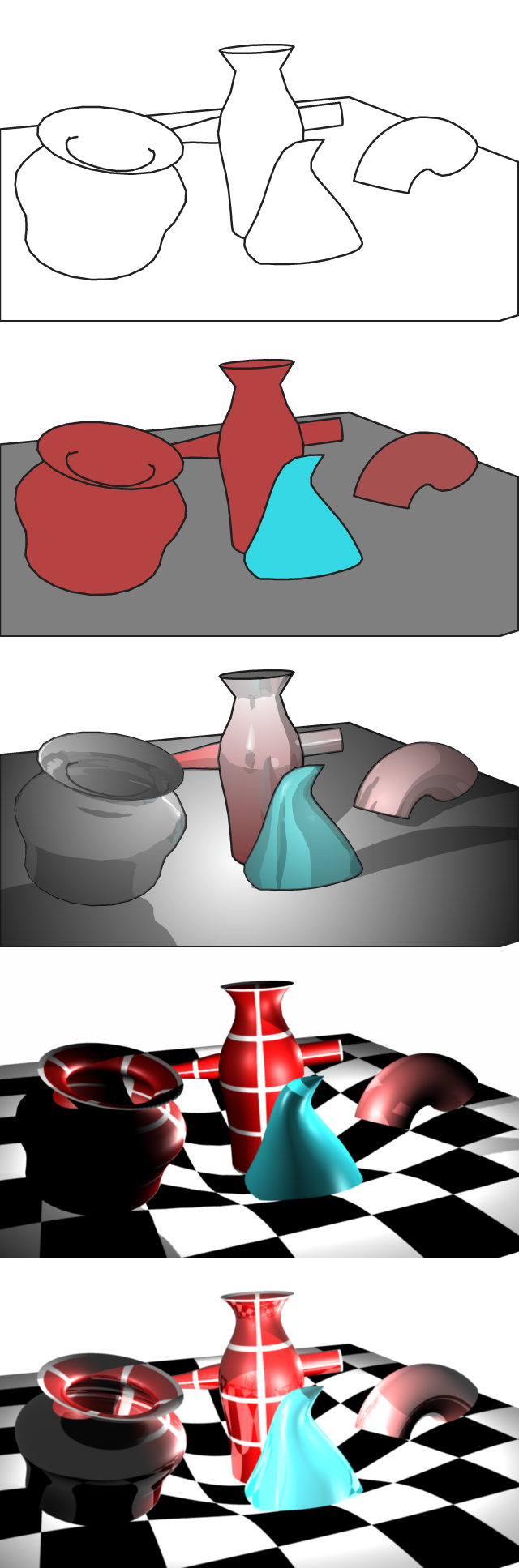
Una variedad de técnicas de renderizado aplicadas a una sola escena 3D.

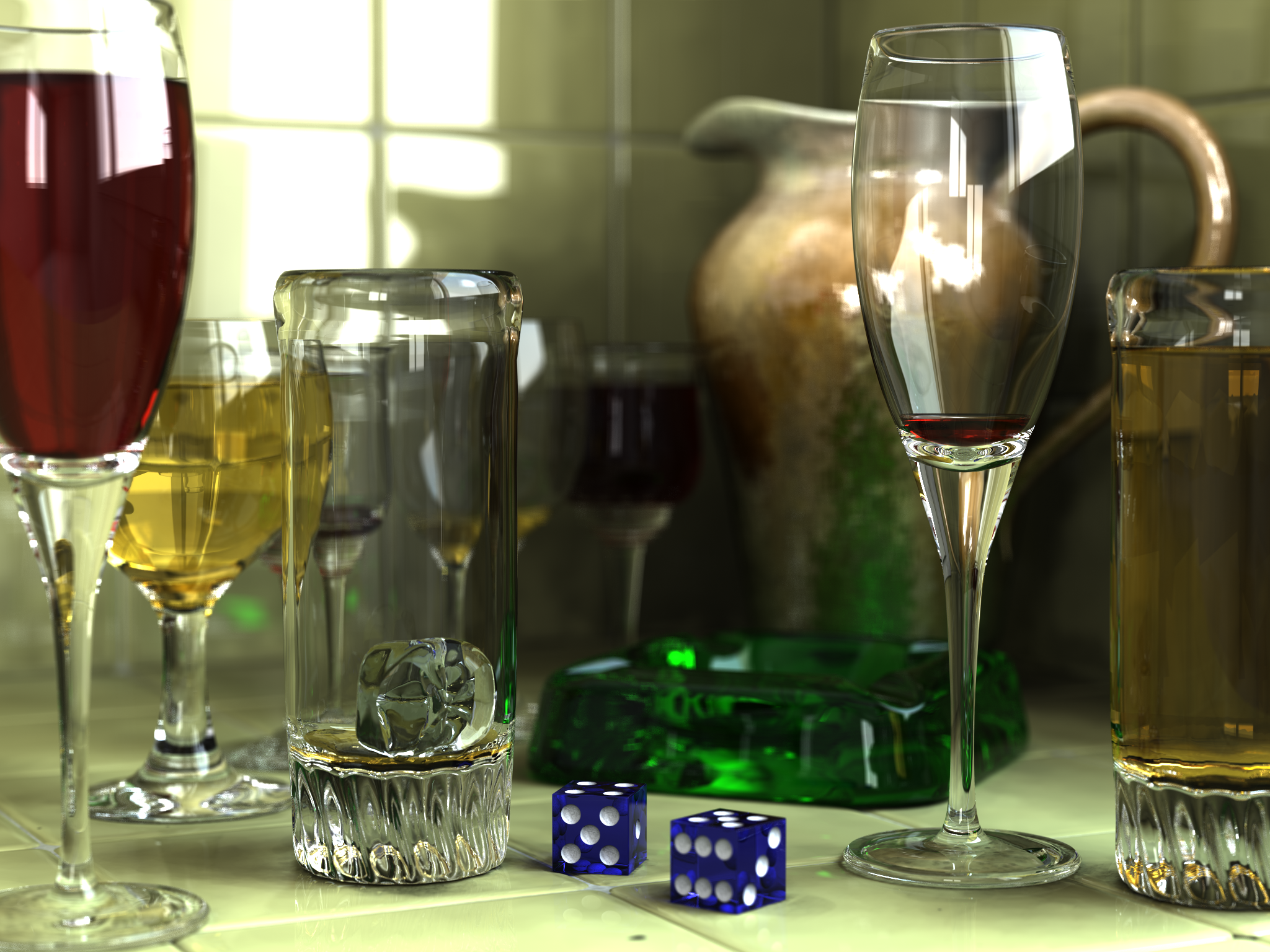
Una imagen creada usando POV-Ray 3.6

El término renderización (del inglés rendering) es un anglicismo para representación gráfica, usado en la jerga informática para referirse al proceso de generar imagen fotorrealista, o no, a partir de un modelo 2D o 3D (o en lo que colectivamente podría llamarse un archivo de escena) por medio de programas informáticos. Además, los resultados de mostrar dicho modelo pueden llamarse render.

## Usos
Cuando se completa la imagen previa (generalmente un boceto de wireframe), se utiliza la representación, que agrega texturas de mapa de bits o texturas por procedimientos, luces, mapeado topológico y posición relativa a otros objetos. El resultado es una imagen completa que ve el consumidor o el espectador previsto.
Para las animaciones de películas, se deben representar varias imágenes (cuadros) y unirlas en un programa capaz de hacer una animación de este tipo. La mayoría de los programas de edición de imágenes en 3D pueden hacer esto.

## Cronología de ideas importantes publicadas
- 1968 Ray casting[1]
- 1970 Scanline rendering[2]
- 1971 Sombreado Gouraud[3]
- 1973 Sombreado de Phong[4][5]
- 1973 Reflexión de Phong[4]
- 1973 Reflexión difusa[6]
- 1973 Resaltado especular[4]
- 1973 Imagen especular[4]
- 1974 Sprites[7]
- 1974 Scrolling[7]
- 1974 Mapeado de texturas[8]
- 1974 Z-buffering[8]
- 1976 Mapeo de reflexión[9]
- 1977 Blinn shading[10]
- 1977 Side-scrolling[11]
- 1977 Shadow volumes[12]
- 1978 Shadow mapping[13]
- 1978 Mapeado topológico[14]
- 1979 Tile map[15]

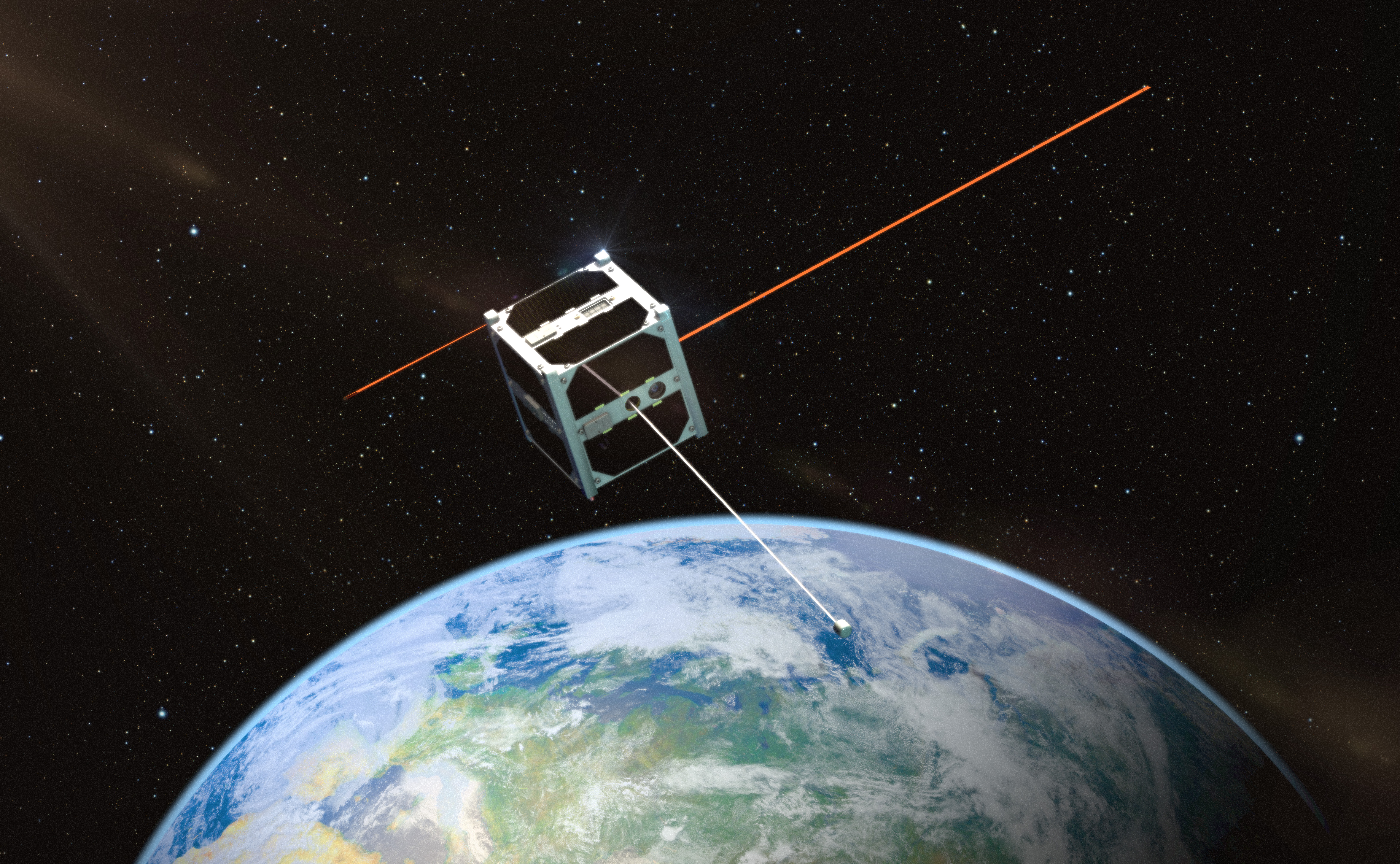
Renderización de un satélite ESTCube-1

- 1980 Partición binaria del espacio[16]
- 1980 Trazado de rayos[17]
- 1981 Parallax scrolling[18]
- 1981 Sprite zooming[19]
- 1981 Cook shader[20]
- 1983 Mapas MIP[21]
- 1984 Octree ray tracing[22]
- 1984 Composición alfa[23]
- 1984 Distributed ray tracing[24]
- 1984 Radiosidad[25]
- 1985 Row/column scrolling[26]
- 1985 Hemicube radiosity[27]
- 1986 Light source tracing[28]
- 1986 Rendering equation[29]
- 1987 Reyes rendering[30]
- 1988 Percepción de profundidad[31]
- 1988 Distance fog[31]
- 1988 Tiled rendering[31]
- 1991 Algoritmo de Xiaolin Wu[32][33]
- 1991 Hierarchical radiosity[34]
- 1993 Texture filtering[35]
- 1993 Perspective correction[36]
- 1993 Transform and Lighting[37]
- 1993 Directional lighting[37]
- 1993 Trilinear interpolation[37]
- 1993 Z-culling[37]
- 1993 Oren–Nayar reflectance[38]
- 1993 Mapeo tonal[39]
- 1993 Subsurface scattering[40]
- 1994 Ambient occlusion[41]
- 1995 Determinación de cara oculta[42]
- 1995 Mapeado de fotones[43]
- 1996 Multisample anti-aliasing[44]
- 1997 Metropolis light transport[45]
- 1997 Instant Radiosity[46]
- 1998 Determinación de cara oculta[47]
- 2000 Pose space deformation[48]
- 2002 Precomputed Radiance Transfer[49]

### Obras adicionales
- Akenine-Möller, Tomas; Haines, Eric (2004). Real-time rendering (en inglés) (2 edición). Natick, Mass.: AK Peters. ISBN 978-1-56881-182-6.
- Blinn, Jim (1996). Jim Blinn's corner : a trip down the graphics pipeline (en inglés). San Francisco, Calif.: Morgan Kaufmann Publishers. ISBN 978-1-55860-387-5.
- Cohen, Michael F.; Wallace, John R. (1998). Radiosity and realistic image synthesis (en inglés) (3 edición). Boston, Mass. [u.a.]: Academic Press Professional. ISBN 978-0-12-178270-2.
- Philip Dutré; Bekaert, Philippe; Bala, Kavita (2003). Advanced global illumination (en inglés) ([Online-Ausg.] edición). Natick, Mass.: A K Peters. ISBN 978-1-56881-177-2.
- Foley, James D.; Van Dam; Feiner; Hughes (1990). Computer graphics : principles and practice (en inglés) (2 edición). Reading, Mass.: Addison-Wesley. ISBN 978-0-201-12110-0.
- Andrew S. Glassner, ed. (1989). An introduction to ray tracing (en inglés) (3 edición). London [u.a.]: Acad. Press. ISBN 978-0-12-286160-4.
- Glassner, Andrew S. (2004). Principles of digital image synthesis (en inglés) (2 edición). San Francisco, Calif.: Kaufmann. ISBN 978-1-55860-276-2.
- Gooch, Bruce; Gooch, Amy (2001). Non-photorealistic rendering (en inglés). Natick, Mass.: A K Peters. ISBN 978-1-56881-133-8.
- Jensen, Henrik Wann (2001). Realistic image synthesis using photon mapping (en inglés) ([Nachdr.] edición). Natick, Mass.: AK Peters. ISBN 978-1-56881-147-5.
- Pharr, Matt; Humphreys, Greg (2004). Physically based rendering from theory to implementation (en inglés). Amsterdam: Elsevier/Morgan Kaufmann. ISBN 978-0-12-553180-1.
- Shirley, Peter; Morley, R. Keith (2003). Realistic ray tracing (en inglés) (2 edición). Natick, Mass.: AK Peters. ISBN 978-1-56881-198-7.
- Strothotte, Thomas; Schlechtweg, Stefan (2002). Non-photorealistic computer graphics modeling, rendering, and animation (en inglés) (2 edición). San Francisco, CA: Morgan Kaufmann. ISBN 978-1-55860-787-3.
- Ward, Gregory J. (Julio de 1994). «The RADIANCE Lighting Simulation and Rendering System». Siggraph 94 (en inglés): 459-72.